# Walter Susskind
Walter Susskind   (Praga, 1 de maig de 1913 - Berkeley, 25 de març de 1980) va ser un director d'orquestra, professor i pianista britànic d'origen txec. Va començar la seva carrera a Praga natal, i va fugir a Gran Bretanya quan Alemanya va envair la ciutat el 1939. Va treballar durant períodes substancials a Austràlia, Canadà i els Estats Units, com a director i professor.

## Biografia
El seu pare era crític musical vienès i la seva mare txeca era professora de piano. Al Conservatori estatal va estudiar amb el compositor Josef Suk, el gendre d'Antonín Dvořák. Més tard, va estudiar direcció d'orquestra amb George Szell, i es va convertir en ajudant de Szell a l'Òpera alemanya de Praga, fent el seu debut com a director d'orquestra amb La traviata; A principis de la seva carrera, era sovint conegut com a HW Süsskind (H per Hans o Hanuš).
Susskind va fugir de Praga el 13 de març de 1939, dos dies abans de la invasió alemanya. Amb l'ajut d'un periodista britànic i funcionaris consulars, va arribar a Gran Bretanya com a refugiat. Va formar el Czech Trio, un conjunt de cambra en què va ser el pianista. Animat per Jan Masaryk, l'ambaixador txec a Londres, el trio va complir molts compromisos.
El 1942 Susskind es va incorporar a la Carl Rosa Opera Company com a director d'orquestra, treballant amb cantants com Heddle Nash i Joan Hammond. L'any següent es va casar amb la violoncel·lista britànica Eleanor Catherine Warren."Obituari d'Eleanor Warren",The Daily Telegraph, 10 d'octubre de 2005. Consultat el 6 d'octubre de 2019. El 1944 va fer el seu primer enregistrament per a Walter Legge d'"EMI", dirigint les àries de Liu de Turandot amb Hammond.
Després de la guerra, Susskind es va convertir en un ciutadà britànic i, tot i que va passar gran part de la seva carrera posterior fora de Gran Bretanya, va dir que mai somiaria amb renunciar a la seva ciutadania britànica.
El primer nomenament de Susskind com a director musical va ser a lOrquestra Escocesa, on va servir del 1946 al 1952. Ell i la seva dona es van divorciar el 1953."Obituari d'Eleanor Warren",The Daily Telegraph, 10 d'octubre de 2005. Consultat el 6 d'octubre de 2019. Del 1953 al 1955 va ser el director de lOrquestra Simfònica de Melbourne (llavors coneguda), com lOrquestra Simfònica de Victòria). Després del lliure préstec a Israel i Amèrica del Sud, va ser nomenat per dirigir lOrquestra Simfònica de Toronto (TSO) de 1956 a 1965.
El 1960 va fundar la National Youth Orchestra of Canada. Mentre estava al TSO, va ensenyar direcció al "The Royal Conservatory of Music", on entre els seus alumnes hi havia Milton Barnes i Rudy Toth.
Del 1968 al 1975 va ser director de lOrquestra Simfònica de St. Louis amb la qual va realitzar més de 200 enregistraments. Durant els seus set anys de mandat a St. Louis, va ensenyar a través del riu Mississipi a la Universitat del Sud d'Illinois Edwardsville. També va estar estretament relacionat amb el Mississippi River Festival, una sèrie de concerts creuats que es repeteixen anualment a l'aire lliure i que organitza la universitat local.
Susskind va ser assessor artístic de lOrquestra Simfònica de Cincinnati des del 1978 fins a la seva mort el 1980. El 3 de maig de 1971, Susskind va tornar a la New York City Opera per dur a terme l'òpera de Leoš Janáček Věc Makropulos.
Susskind va morir a Berkeley, Califòrnia, a l'edat de 66 anys.

## Discografia (selecció)
Les gravacions inclouen:
- Bartók - Castell de Barbablava, op. 11, Sz.48 (Judith Hellwig; Endre Koréh; Ernö Lorsy); Nova Orquestra Simfònica
- Bruch - Concert per a violí en sol menor, op. 26 (Yehudi Menuhin, violí; Orquestra Philharmonia)
- Dvořák - Concert per a violoncel en si menor, op. 104 (Zara Nelsova, violoncel; Orquestra Simfònica de Saint Louis)
- Dvorak - Concert per a piano en sol menor, op. 33 (Rudolf Firkušný, piano; Saint Louis Symphony Orchestra)
- Dvorak - Concert per a violí en la menor, op. 53 (Ruggiero Ricci, violí; Saint Louis Symphony Orchestra)
- Dvorak - Romanç per a violí i orquestra en fa menor, op. 11 (Ruggiero Ricci, violí; Saint Louis Symphony Orchestra)
- Dvorak - Mazurek per a violí i orquestra en mi menor, op. 49 (Ruggiero Ricci, violí; Saint Louis Symphony Orchestra)
- Dvorak - Silent Woods (Waldesruhe) per a violoncel i orquestra, op. 68 (Zara Nelsova, violoncel; Orquestra Simfònica de Saint Louis)
- Dvorak - Rondo en sol menor per a violoncel i orquestra, op. 68 (Zara Nelsova, violoncel; Orquestra Simfònica de Saint Louis)
- Händel - Messiah (Orquestra Filharmònica de Londres)
- Holst - The Planets (Saint Louis Symphony Orchestra)
- Mozart - Motet "Exsultate, jubilate "K. 165 (Elisabeth Schwarzkopf, soprano; Philharmonia Orchestra)
- Mozart - Concert per a piano no 20, K. 466 (Artur Schnabel, piano; Orquestra Philharmonia)
- Mozart - Concert per a piano no 24, K. 491 (Artur Schnabel; Orquestra Philharmonia)
- Mozart - Concert per a piano no 24, K. 491 (Glenn Gould, piano; CBC Symphony Orchestra)
- Prokofiev - Suite de ballet Chout, Op. 21a (Orquestra Simfònica de Londres)
- Rachmaninoff - Concert per a piano núm. 3 en re menor, op. 30 (Leonard Pennario, piano; Orquestra Philharmonia)
- Sibelius - Concert per a violí en re menor, op. 47 (Ginette Neveu, violí; Orquestra Philharmonia)
- Smetana - Má vlast, Obertura i Danses de la núvia barata (Saint Louis Symphony Orchestra)
- Richard Strauss - Also sprach Zarathustra (Saint Louis Symphony Orchestra)